# Sjunde generationens spelkonsoler
Sjunde generationens konsoler är perioden inom dator- och TV-spelens historia, som anses ha startat år 2004 för bärbara konsoler med Nintendo DS, och för stationära konsoler 2005 med Microsofts Xbox 360 med cirka ett års marginal. Alla stationära konsoler i denna generation använder trådlösa handkontroller och processorer baserade på PowerPC.
Under Game Developers Conference 09, utannonserades en ny konsol tillhörande den sjunde generationen, kallad OnLive.

## Hårdvarujämförelse
En jämförelse mellan lanseringsmodellerna av Playstation 3, Wii och Xbox 360. Notera att hårdvaruspecifikationerna kan ha ändrats med tiden efter att dessa konsoler har lanserats.
|                                   | 60GB PS3, 120GB "slim" PS3 and two controllers | Wii with Wii remote | Xbox 360 S with controller |
| Stationära system                 | PlayStation 3 | Wii | Xbox 360 |
| Versioner                         | Fyra Versioner: 20GB (Såldes ej utanför Japan.) 60GB (Finns ej att köpa i vanliga butiker.) 80GB (Har släppts i både Nordamerika och Europa.), 40GB utan bakåtkompatibilitet med PS2 och 160GB som är en limited edition-utgåva. 160GB och 320GB Slim-versionen säljs just nu i affärer. | Tre, det finns en vit, en röd och en svart version (säljs med Wii Motion Plus). Men olika firmware för olika regioner (US/EU/JP)                                            | Fyra versioner: Arcade (med 256MB minneskort), Premium (med HDMI upp till 1080i hårddisk 60GB), "Elite" (med HDMI upp till 1080p och 120GB hårddisk) och en slimmad version (med 250GB hårddisk, WiFi och HDMI upp till 1080p) |
| Processor                         | Cell, 1 PPE + 7 SPE @ 3.2 GHz ~204 GFLOPS | IBM PowerPC Broadway @ 729 MHz (Hastighet obekräftad) | IBM PowerPC Xenon, 3 kärnor @ 3.2 GHz, ~115 GFLOPS (Core) ~1000 (Elite) |
| Minne                             | 256 XDR + 256 MiB 700MHz GDDR3 | 64 MiB GDDR3 + 24 MiB 1T-SRAM + 3 MiB texturminne | 512 MiB 700MHz GDDR3 SDRAM |
| Grafik                            | nVidia, RSX @ 550MHz | ATI Hollywood @ 243 MHz (Hastighet obekräftad) | ATI, Xenos @ 500MHz |
| Bildupplösning                    | 480i, 576i, 480p, 720p, ental spel 1080i, en del spel i 1080p | 576i (50hz), 480i (60hz), 480p | 480i, 576i, 480p, 720p, 1080i, 1080p |
| Anslutningar för bildskärm        | HDMI 1.3, Komponent, Komposit, scart, optisk | Komponent, RGB SCART, S-Video, Komposit (Medföljande) | X360 kablar, Komponent, Komposit, HDMI |
| Ljud                              | 5.1 Dolby Digital, Dolby Pro Logic II, 6.1/7.1 Dolby TrueHD, DTS-HD | Dolby Pro Logic II | 5.1 Dolby Digital, DTS, Dolby Digital Plus 7.1 på "Slim" modellen |
| Media                             | Blu-ray, DVD-ROM, CD-ROM, SACD (ej 40GB-versionen). | 12 cm DVD-ROM (Wii), 8 cm DVD-ROM (GameCube) | DVD-ROM, CD-ROM (HD-DVD finns som tillbehör) |
| Lagring                           | Hårddisk med 20, 40, 60, 80, 120, 160 och 320 GB. Flashminneskort (ej 40GB-versionen) och Playstation-minneskort (via adapter). | 512 MiB inbyggt flashminne, SD/MMC-kort (maximal minnesstorlek: 2 GB), GameCube-minneskort (endast för GameCube spel)                                                       | Hårddisk med 20 GB (Premium) 60 GB (Pro Premium) 120GB (Elite) 250GB (Slim), Xbox 360 minneskort |
| Wi-Fi                             | 802.11 b/g | 802.11 b/g | 802.11 a/b/g (via adapter) är inbyggd på Slim |
| Nätverksanslutning                | 1 st Ethernetport, 10/100/1000 megabit | Trådbunden anslutning via adapter, ethernet till USB 2.0. | 1 st Ethernetport, 10/100/1000 megabit |
| Handkontroller                    | SIXAXIS och Dualshock 3 - Upp till 8 st, trådlöst via Bluetooth | Wii Remote /+ Nunchuk, Upp till 4 st, trådlöst via Bluetooth, stöd för rumble samt detektion av rörelse och rotation. Äldre GameCube-handkontroller passar till vissa spel. | Upp till 4 st, trådlöst via 2.4 GHz radio. Upp till 3 st via USB, stöd för force feedback. Upp till 8 kontroller på Slim |
| Övriga portar                     | 4 st USB 2.0, 2 st på 40GB-versionen, 80GB-versionen och 160Gb-versionen | 2 st USB 2.0, 4 portar för GameCube handkontroller, 2 portar för GameCube minneskort                                                                                        | 3 st USB 2.0, två portar för Xbox 360 minneskort. 5 USB portar på Slim |
| Mjukvara                          | Cross Media Bar, Yellow Dog Linux | Wii Channels | Xbox 360 Dashboard |
| Webbläsare                        | NetFront (Acces Co) | Wii Browser (Opera) | Chromium från Google |
| Bakåtkompatibilitet               | Playstation och Playstation 2 (endast spel som fyller TRC-kraven och använder sig av EE+GS chipset, bägge införda i och med lanseringen av den slimmade versionen av Playstation 2). Bakåtkompatibiliteten för Playstation 2-spel är borttagen på 40, 80 och 160GB-versionen.            | GameCube 100% (med undantag för vissa hårdvarutillbehör) samt ett urval av titlar till NES, Super NES, Nintendo 64, Sega Mega Drive, Turbografx-16, Neo-Geo                 | Xbox, (cirka alla 465 titlar) |
| Märkning                          | | CERO, PEGI, ESRB | |
| Storlek (B,D,H)                   | 325mm, 98 mm, 274 mm (original) 290 mm, 65 mm, 290 mm (slim) | 157 mm, 215 mm, 44 mm | 309 mm, 258 mm, 83 mm |
| Vikt                              | 5 kg (original) 3,2 kg (slim) | 1,2 kg | 3,5 kg Original, 3 kg Slim |
| Strömförbrukning (vila/spel/film) | 2,5 W / ca 185,1 W / 125,6 W (vanlig DVD), 138,75 W (HD) | 1,3 W (WC24 av), 9,6 W (WC24 på) / 17,8 W / - | 1,9 W / ca 193,6 W / 173,2 W (Vanlig DVD), 182,75 W (HD) |

## Portabla system
- Nintendo DS/Nintendo DS Lite/Nintendo DSi/DSi XL
- Playstation Portable/Playstation Portable Slim & Lite/PSP-3000
- Gizmondo (2005)
- GamePark GP2x (2005), GP2X Wiz (2009), CAANOO (2010)
- Hyperscan (2006)
- Zeebo (2009)
- Dingoo (2009)
- OpenPandora (2010)

## Kuriosa
Det tog åtta månader för Sony att sälja en miljon exemplar av Playstation 3 i Japan, det tog endast tre dagar att uppnå samma antal med föregångaren Playstation 2. Vid samma tidpunkt beräknas Xbox 360 ha sålt knappt en halv miljon och Wii 2,5 miljoner konsoler på den japanska marknaden.
Den 16 november 2007 hade Playstation 3 funnits på marknaden i ett år. Det totala antalet sålda konsoler under denna tidsperiod var 5,6 miljoner.
Nintendo hade sålt ca 14 miljoner enheter på årsdagen av lanseringen. hittills har 50 miljoner sålts.
4 januari 2007 meddelade Microsoft att Xbox 360 skeppats i 17,7 miljoner exemplar. En ny mätning gjordes den 20 april 2011 och då hade Playstation 3 sålts i 18,4 miljoner exemplar. Wii i 23 miljoner. Och Xbox 360 i 27 miljoner.